# Duttaphrynus atukoralei
Espèce
Synonymes
- Bufo atukoralei Bogert & Senanayake, 1966

Statut de conservation UICN

 LC  : Préoccupation mineure
Duttaphrynus atukoralei est une espèce d'amphibiens de la famille des Bufonidae.

## Répartition
Cette espèce est endémique du Sri Lanka. Elle est présente du niveau de la mer jusqu'à 200 m d'altitude dans le sud de l'île.

## Description
L'holotype de Duttaphrynus atukoralei, un mâle adulte, mesure 27,5 mm.

## Étymologie
Cette espèce est nommée en l'honneur de Vicky Atukorale qui a capturé l'holotype.

## Publication originale
- Bogert & Senanayake, 1966 : A new species of toad (Bufo) indigenous to southern Ceylon. American Museum Novitates, no 2269, p. 1-18 (texte intégral).